# Квєта Лєґатова
Квєта Лєґатова, спр. ім'я Віра Гофманова (чеськ. Květa Legátová; 3 листопада 1919 р., Подолі, Брненський район — 22 грудня 2012 р., Брно) — чеська письменниця, педагогиня та драматургиня.

## Життєпис
Закінчивши навчання в гімназії у Брно у 1938 р., Квєта почала вивчати чеську та німецьку, вступивши на факультет мистецтв університету Масарика. Після закриття університетів через війну пройшла пришвидшений курс в бізнес-школі й пішла працювати друкаркою в податковій службі в місті Валашке Мезиржичі. Після недовгострокового викладання німецької в Брненській консерваторії та роботи на зброярному заводі в Старому Брно як політично неблагонадійна була направлена вчителювати у різні частини Валахії та Моравської Словаччини. Звідти, особливо з околиць Копаниці, авторка й черпала натхнення для творів. Вивчивши екстерном фізику та математику, з 1954 по 1978 рр. Квєта викладала в середній бібліотечній школі в Брно. З виходом на пенсію письменниця повністю присвятила себе творчості та захисту тварин. Померла у 2012 р. у Брно.

## Творчість
Із самого дитинства майбутня письменниця писала оповідання та п'єси. Перші твори Лєґатової були опубліковані в 1950-х роках, у 1961 році Квєта, використовуючи псевдонім Віра Підгорна, опублікувала роман для дівчат «Korda Dabrová». У 1960-х роках працювала в журналі Host do domu. Книжка-збірка з 8 новел «Желари» вийшла в 2001 р., за яку Квєта Лєґатова отримала Державну премію з літератури. У 2002 р. друком вийшла книжка «Ганнуля: Йозина дружина», в 2003 — збірка радіоп'єс «Pro každého nebe».

## Екранізації
У 2003 р. за мотивами роману «Гануля. Йозина дружина» було знято фільм Želary, котрий було номіновано на премію «Оскар» в категорії «Найкращий фільм іноземною мовою». Назва фільму додала плутанини, бо чимало людей, включно з Міністерством культури Чехії, помилково зазначали, що фільм було створено на основі однойменної збірки новел «Želary».